# Джеймс Болдвін
Джеймс Артур Болдвін (англ. James Baldwin; 2 серпня 1924, Гарлем, Нью-Йорк — 1 грудня 1987, Сен-Поль-де-Ванс) — романіст, публіцист, драматург, активний борець за права людини та послідовник Мартіна Лютера Кінга.

## Життєпис
Болдвін виріс у родині вітчима-священника й був найстаршим із дев'ятьох дітей. Свого рідного батька Болдвін ніколи не знав і частково страждав від цього, що відбилося в деяких його творах («Скажи мені, коли пішов поїзд», «Іди віщай з гори», «Кімната Джованні» та інших). У юності Болдвін збирається піти життєвою стежкою свого вітчима й допомагає йому в церкві. Але що старшим стає майбутній письменник, тим виразніше він розуміє, що проповіді його вітчима розходяться з тим, що твориться на вулицях Гарлема, і, найголовніше, з поведінкою самого вітчима вдома. Після закінчення школи в Бронксі Болдвін переїжджає в Гринвіч-Вілледж, де й починається його літературна кар'єра.
Джеймс провів дитинство і юність в Гарлемі та Гринвіч-Вілледжі — в одних із найбільш неблагополучних районів Нью-Йорка, де й почав писати про свої погляди й розуміння того, що відбувається навколо. Його перші публіцистичні статті пройняті духом заперечення расизму, що панує навколо молодої людини.
Саме тому, отримавши премію за свій перший художній роман «Іди віщай з гори», у 1948 році Болдвін залишає США і їде в Старий світ, до Парижа. Будучи темношкірим і геєм в Америці 40-х років XX століття, перебуваючи в подвійних лещатах, приїхавши до Франції, Болдвін тут немов робить ковток свіжого повітря. Головні його твори написані на берегах Сени, і саме тут Болдвін проводить більшу частину свого життя. Він лише двічі повертався на батьківщину і був активним учасником руху Мартіна Лютера Кінга — єдиного руху, ідеологію якого він поділяв практично повністю. Але домом для письменника залишалася Європа, яку він, повернувшись вдруге зі Штатів, не покинув до кінця життя.
Помер від раку шлунка 30 листопада 1987 року у власному будинку в Сен-Поль-де-Ванс, що у французькій Рив'єрі.
Українською мовою окремі твори Болдвіна перекладали Л. Гончар та І. Лещенко. Б. Пленсон.

## Особисте життя
Джеймс Болдвін був відкритим гомосексуалом, та підтримував права сексуальних меншин.

### Романи
- 1953 — Іди віщай з гори / Go Tell It on the Mountain
- 1956 — Кімната Джованні / Giovanni's Room
- 1962 — Інша країна / Another Country
- 1968 — Скажи мені, коли пішов поїзд / Tell Me How Long the Train's Been Gone
- 1974 — Якби Біл-стріт могла заговорити / If Beale Street Could Talk
- 1979 — Над самою головою / Just Above My Head

### П'єси
- 1954 — The Amen Corner
- 1964 — Блюз для Містера Чарлі / Blues for Mister Charlie

### Есе
- 1963 — A Talk to Teachers

### Збірки
- 1955 — Notes of a Native Son [есе]
- 1961 — Nobody Knows My Name: More Notes of a Native Son [есе]
- 1963 — The Fire Next Time [есе]
- 1965 — Going to Meet the Man [розповіді]
- 1972 — No Name in the Street [есе]
- 1976 — The Devil Finds Work [есе]
- 1983 — Jimmy's Blues [вірші]
- 1985 — The Evidence of Things Not Seen [есе]
- 1985 — The Price of the Ticket [есе]
- 2010 — The Cross of Redemption: Uncollected Writings [есе]

## Екранізації
- Я вам не негр (2016)
- Якби Біл-стріт могла заговорити (2018)